# 비디오 스케일러

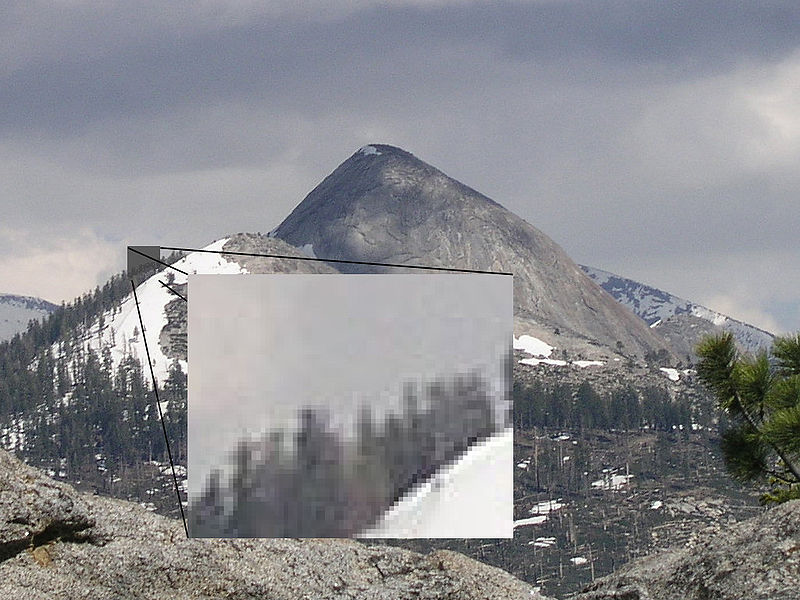
1024x768 (VESA XGA) 해상도 이미지의 일부분을 확대한 모습. 개개의 화소가 일반 해상보다 스케일링된 상태에서 더 잘 보인다.

비디오 스케일러(video scaler)는 특정 해상도의 비디오 신호를 다른 신호로 전환하는 시스템을 말하는데, 일반적으로 스케일러는 더 낮은 해상도(예: 480p SD)의 신호를 더 높은 해상도(예: 1080i HD)로 변환하는데 사용되며 이러한 과정을 "업컨버전"(upconversion) 또는 "업스케일링"(upscaling)이라고 한다. 이와 대조적으로 높은 해상도를 저해상도로 변환하는 일을 "다운컨버전" 또는 "다운스케일링"이라고 한다.
비디오 스케일러는 일반적으로 텔레비전, 비디오 게임 콘솔, DVD/블루레이 디스크 플레이어와 같은 전자제품 안에서 흔히 볼 수 있으나 영상 편집 및 텔레비전 방송 장비 안에서도 볼 수 있다. 비디오 스케일러는 단순 영상 믹서 기능을 제공하기도 하는 완전히 별도의 장비일 수도 있다. 이러한 장치들은 보통 홈 시어터나 투사형 프레젠테이션 시스템의 일부로 발견된다. 영상 신호의 가시적 해상력을 개선하는 비디오 프로세서를 개발하기 위해 이것들은 다른 비디오 처리 장치나 알고리즘과 함께 결합되기도 한다.
비디오 스케일러는 주로 디지털 장치이지만 아날로그-디지털 변환회로(ADC 또는 디지타이저)와 디지털-아날로그 변환회로(DAC)를 결합하여 아날로그 입출력을 지원할 수 있다.

## 프로세스
본 문서의 이해를 돕기 위한 비자유 그림이 있습니다. 
링크의 파일을 직접 올려 주세요
디스플레이의 네이티브 해상도는 얼마나 많은 물리적 화소가 디스플레이의 출력 표면에 보이는 영역의 각 열과 줄을 구성하는지를 나타낸다. 같은 해상도가 아니면서 각기 다른 비디오 신호를 다수 사용하는 경우가 있으므로 디스플레이 장치에 대한 비디오 신호를 적절히 구성하려면 일부 형태의 해상도 순응이 필요하다. 예를 들어, 미국에서는 NTSC, ATSC, VESA 비디오 표준이 있고 각각 각기 다른 해상도의 비디오 포맷을 가진다. 고선명 텔레비전의 경우 여러 공통 해상도가 사용되기도 한다: 720p, 1080i, 1080p.

## 같이 보기
- 해상도
- 디인터레이스
- 디더링
- 필러박스
- 레터박스